# Маклыгин, Александр Львович
Алекса́ндр Льво́вич Маклы́гин (16 октября 1954, Верхний Кунер, Санчурский район, Кировская область, РСФСР, СССР) — советский и российский композитор, музыковед, доктор искусствоведения, профессор.  Основоположник методики обучения музыки через импровизацию в России, исследователь музыкального искусства народов Среднего Поволжья. Проректор по научно-исследовательской работе (2007—2015), заведующий кафедрами (с 1988), профессор Казанской государственной консерватории имени Н. Г. Жиганова. Заместитель председателя Союза композиторов Республики Татарстан (1999—2019). Заслуженный работник высшей школы Российской Федерации (2010). Заслуженный деятель искусств Республики Татарстан (1994) и Республики Марий Эл (2004). Лауреат Премии Правительства Российской Федерации в области культуры (2005). 

## Биография
Родился 16 октября 1954 года в деревне Верхний Кунер Санчурского района Кировской области.
В 1968 году окончил детскую музыкальную школу в посёлке Медведево Марийской АССР, в 1974 году — Йошкар-Олинское музыкальное училище. 
В 1979 году окончил Казанскую консерваторию, а в 1982 году — аспирантуру Московской консерватории.
В 1977—1979 годах преподавал в Средней специальной музыкальной школе при Казанской государственной консерватории.
С 1979 года — педагог, в 1988—2002 годах — заведующий музыковедческими кафедрами, в 2002—2010 годах — заведующий кафедрой композиции, профессор (2001),  с 2010 года — заведующий  кафедрой теории музыки и композиции, в 2007—2015 годах — проректор по НИР Казанской государственной консерватории имени Н. Г. Жиганова (с 2005). 
В 2003—2021 годах — заведующий кафедрой музыкальной педагогики Института дополнительного профессионального образования Министерства культуры Республики Татарстан. Среди учеников — А. Т. Гумерова, В. Р. Дулат-Алеев, И. А. Преснякова, Д. И. Топилин. 

## Музыковедческая деятельность
В 1986 году он защитил кандидатскую диссертацию на тему «Сонорика в музыке советских композиторов», а в 2001 году — докторскую диссертацию на тему «Музыкальные культуры Среднего Поволжья: становление профессионализма» в Московской государственной консерватории имени П. И. Чайковского, доктор искусствоведения. 
Как учёный представляет школу профессора Московской консерватории Ю. Н. Холопова. Сфера научных и педагогических интересов: техники композиции XX века, теоретические проблемы музыки народов Среднего Поволжья, импровизация, джаз, детская музыкальная педагогика, церковно-певческая практика и миссионерство. Является автором многих научных работ, в том числе учебного пособия по игре на фортепиано для музыкальных школ. Особое место в его научных исследованиях занимает музыка композиторов Среднего Поволжья, где раскрыты принципиально новые стороны в становлении музыкального профессионализма в культурах татар, марийцев, чувашей. 
В 1999—2019 годах является заместителем председателя Союза композиторов Республики Татарстан, членом Союза композиторов России и Союза композиторов Республики Марий Эл. 
Участник конференций разного уровня. В качестве художественного руководителя участвовал в организации и проведении Международного фестиваля современной музыки «Европа-Азия» (1993—2007). Большую известность получил как популяризатор академической и джазовой музыки и ведущий авторской телепередачи «Рондо» на Государственной телерадиокомпании «Татарстан» (1991—1996).
Многократно приглашался для участия в работе жюри различных конкурсов: председатель жюри Всероссийского конкурса имени Д. Кабалевского (Самара, 2006, 2008), Международного конкурса «Камаз собирает друзей» (Набережные Челны, 2007, 2008), Республиканского детского конкурса «Джазовая капель», Республиканского конкурса по композиции и импровизации имени С. Сайдашева (Казань), Республиканского конкурса по композиции (Чебоксары), Региональных конкурсов «Палантаевские дни» и «Молодые таланты» (Йошкар-Ола), член жюри Международного конкурса-фестиваля «Современное искусство и образование» (Москва, 2007).
Широкое применение в России получила разработанная им новая методика обучения музыке посредством импровизации. Им проведено большое количество методических семинаров и мастер-классов по импровизации в Москве, Нижнем Новгороде, Костроме, Самаре, Твери, Туле, Кирове, Сызрани, Пензе, Йошкар-Оле, Чебоксарах, Ижевске и других городах. 
Является создателем уникального ансамбля «Импровиз-рояль», демонстрирующего искусство единовременной коллективной фортепианной импровизации. С 2003 года концерты ансамбля проходили в Казани, Йошкар-Оле, Нижнекамске, Набережных Челнах, Альметьевске, Бугульме, Тольятти, Самаре, Сызрани. «Импровиз-рояль» удостоен звания дипломанта международного конкурса (Москва, 2007), лауреата Всероссийского конкурса (Волгоград, 2007).
Член редакционных советов и редколлегий научного издания «Музыкальная академия», научного журнала Казанской консерватории «Музыка: искусство, наука, практика», «Вестника Санкт-Петербургского университета. Искусствоведение», электронного журнала Общества теории музыки.
С 2003 года — председатель диссертационного совета Казанской консерватории, с 2023 года — член диссертационных советов Московской консерватории и Казахского национального университета искусств (Астана).
Награждён несколькими нагрудными знаками, медалями и почётными грамотами разного уровня, имеет почётные звания «Заслуженный работник высшей школы Российской Федерации», «Заслуженный деятель искусств Республики Татарстан», «Заслуженный деятель искусств Республики Марий Эл».

## Признание
- Премия Правительства Российской Федерации в области культуры (2005)[3]
- Заслуженный работник высшей школы Российской Федерации (16 июля 2010)[3]
- Заслуженный деятель искусств Республики Татарстан (20 октября 1994)[1][3]
- Заслуженный деятель искусств Республики Марий Эл (11 ноября 2004)[1][4]
- Нагрудный знак Министерства культуры Республики Татарстан «За достижения в культуре» (2004)[3]
- Медаль «В память 1000-летия Казани» (2005)[3]
- Медаль ордена «За заслуги перед Марий Эл» (2025) — за достигнутые трудовые успехи в области культуры [18]